# Hármaslevelű szellőrózsa
A hármaslevelű szellőrózsa vagy havasi tisztesfű (Anemone trifolia) a boglárkavirágúak (Ranunculales) rendjébe, ezen belül a boglárkafélék (Ranunculaceae) családjába tartozó faj.
Magyarországon a szintén védett erdei szellőrózsa magasabb termetű, míg a nem védett, de gyakoribb előfordulású berki szellőrózsa ugyan hasonló méretű, ám gallérozó leveleinek levélkéi még tovább hasogatottak, így ezekkel nem lehet összetéveszteni.

## Elterjedése
Magyarországon Dél-Zala, Belső-Somogy (Őrtilos: Vasút-oldal, Zákány: Tölös-hegy) területeken él.

## Megjelenése
10–15 cm magas, egyszerű szárú növény. Három gallérozó levele hosszú nyelű (0,8–2 cm), hármasan osztott. A levélkék épek, fűrészes szélűek. A virágzó példányok tőlevele hiányzik. Egy, ritkábban kettő hajtáscsúcsi virága 1,5–2 cm átmérőjű. A többnyire hat, egynemű virágtakaró levél fehér színű. A portokok szintén fehérek. Termése aszmagcsokor.

## Életmódja
Inkább mészkedvelő, üde patakparti ligeterdők, gyertyános-tölgyesek és bükkösök növénye.
Április–május között virágzik.

## Képek

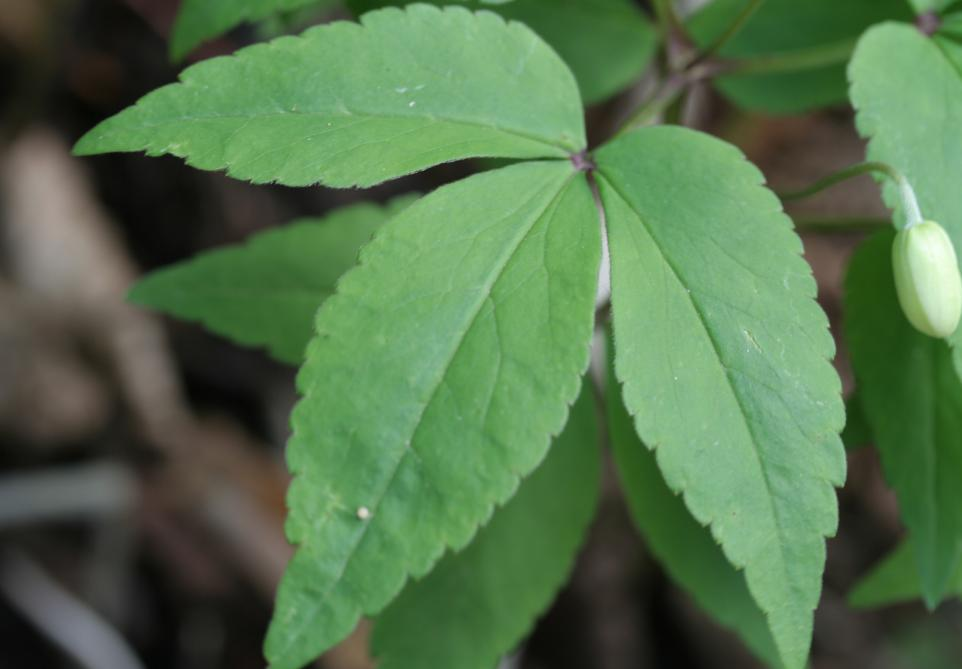
Levele
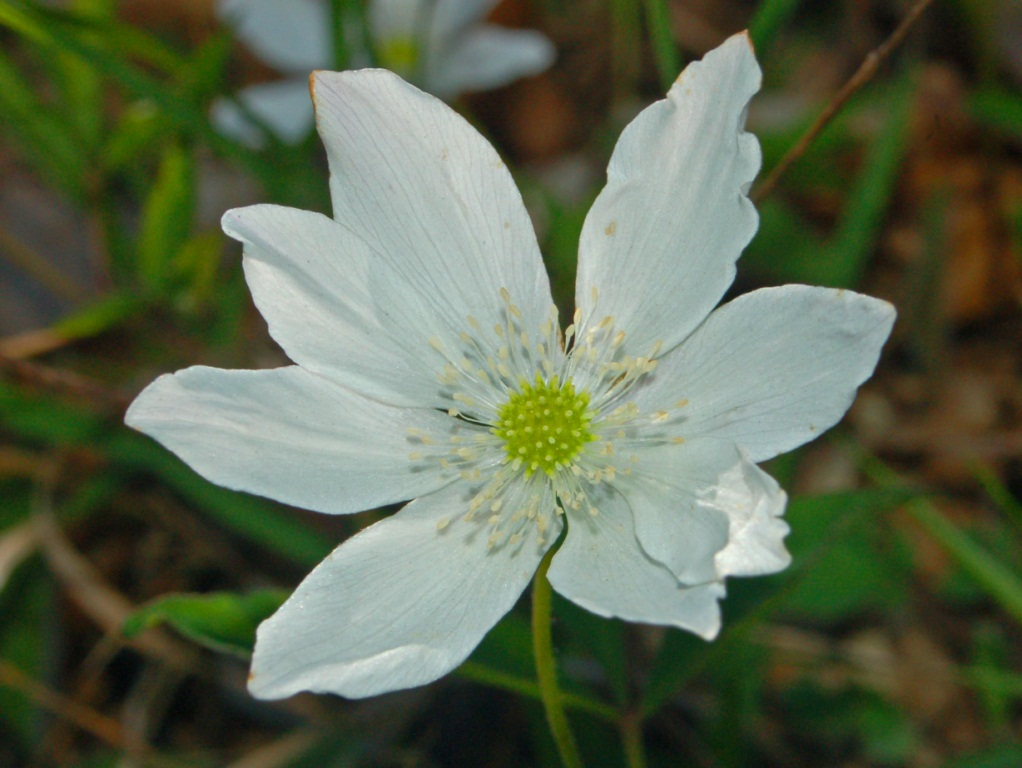
Virága
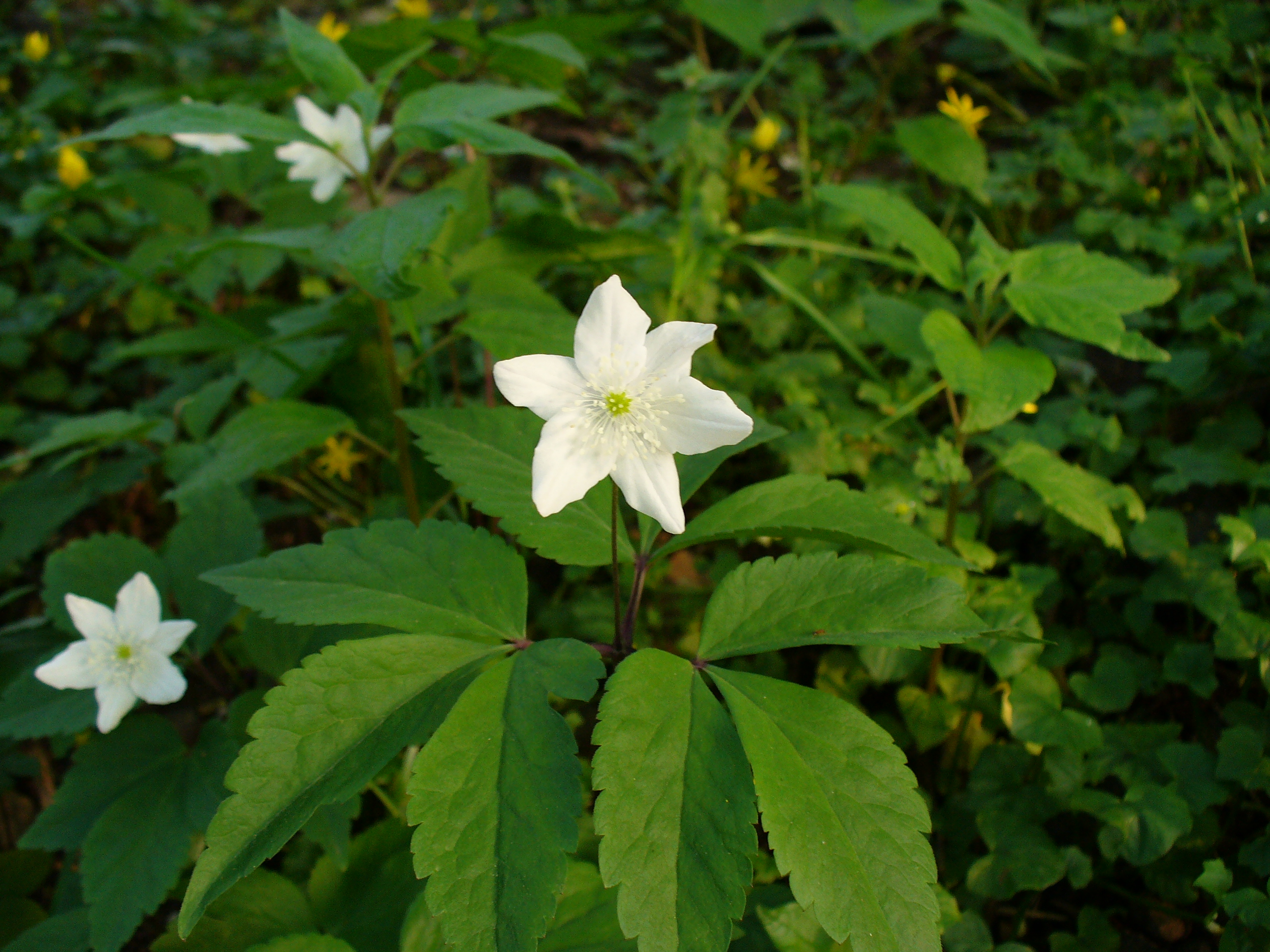
Habitusa
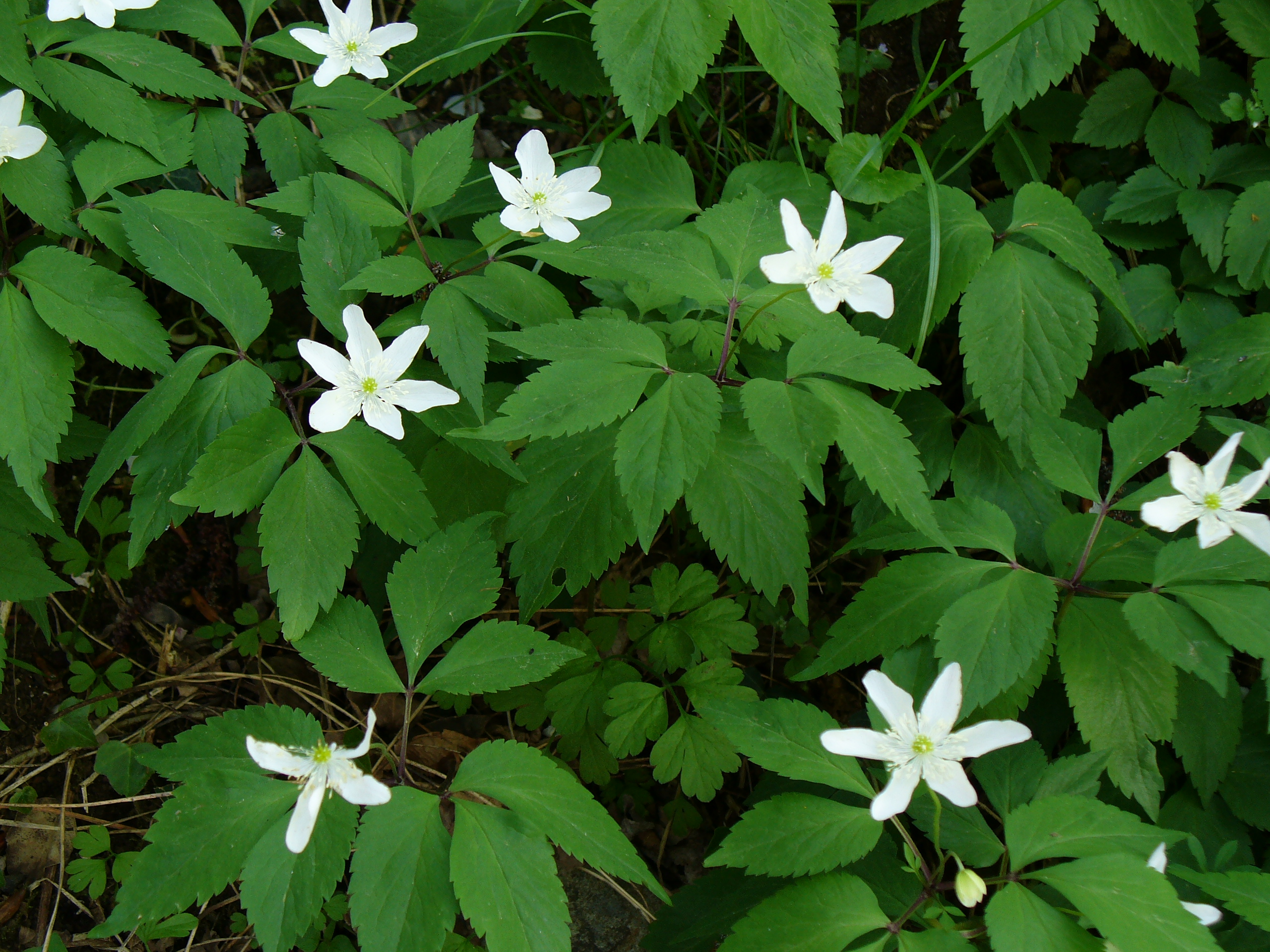
Hármaslevelű szellőrózsa tövek
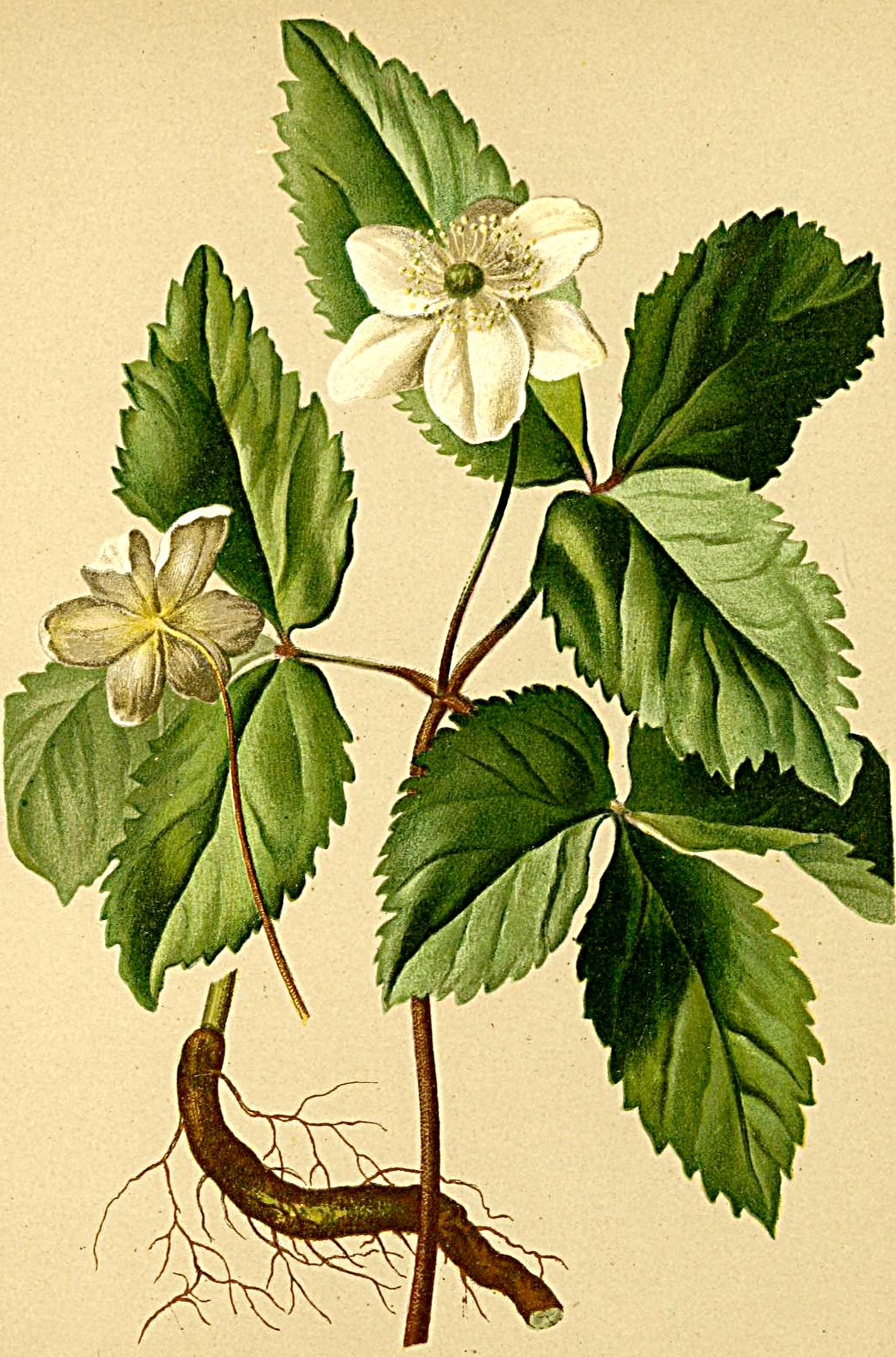
Herbáriumi illusztrációja